# Осима, Рёта
Рёта Осима (яп. 大島 僚太; 23 января 1993, Сидзуока) — японский футболист, полузащитник клуба «Кавасаки Фронтале» и сборной Японии.

## Клубная карьера
Рёта Осима начал свою карьеру футболиста в клубе «Кавасаки Фронтале». 7 мая 2011 года он дебютировал в Джей-лиге 1, выйдя на замену в гостевом поединке против «Виссел Кобе». 3 мая 2012 года он забил свой первый гол на высшем уровне, открыв счёт в домашнем матче с командой «Джубило Ивата». Гол Осимы в концовке домашней игры против австралийского клуба «Вестерн Сидней Уондерерс» принёс его команде волевую победу в рамках Лиги чемпионов АФК 2014 года.

## Карьера в сборной
В составе молодёжной сборной Японии Рёта Осима выиграл Чемпионат Азии среди молодёжных команд 2016 года в Катаре.
Рёта Осима в составе олимпийской сборной Японии играл на футбольном турнире Олимпийских игр 2016 года в Рио-де-Жанейро. Он провёл все 3 матча своей сборной на этом соревновании.

## Достижения
Командные
 «Кавасаки Фронтале»
- Чемпионат Японии : 2017